# エマード (ミサイル)
エマード（ペルシア語: عماد、Emad）は、イランで最初の精密誘導長射程地対地弾道ミサイル。

## 概要
北朝鮮のノドンを原型に改良したシャハブ3の派生機種である。射程は1700km、750kgの弾頭を輸送可能、精度は500m以内であると考えられる。エマードの精度が向上した背景には終端誘導を備える機動式再突入体 (MaRV) の採用があると考えられ、同様に弾道ミサイル防衛 (BMD) に対する抗堪性も向上した。
長大な射程と命中精度は周辺国の脅威になる可能性があり、国際連合の安全保障理事会でも懸念されている。
2025年6月のイスラエルによるイラン攻撃（イラン・イスラエル戦争を参照）では、イランが報復としてエマードを発射。イスラエル側に着弾した。